# 谷雨 (拳擊運動員)
雨（1983年7月12日—），中國男子拳擊運動員，遼寧瀋陽出生。

## 生平
谷雨於1998年在瀋陽體育學校參與拳擊運動的訓練。2000年取得加入遼寧拳擊隊的資格，5年後，他晉升至國家隊，董廷江為他的教練。
2005年，谷雨奪得全國錦標賽的冠軍。同年10月在南京舉行的十運會中，他在9月時先進行的拳擊項目54公斤級小項決賽以10:15被解放軍對手擊敗而最終取得一面銀牌。翌年的全國冠軍賽中，他成為冠軍得主。隨後舉行的世界杯中，他最終排名第4。幾個月後的多哈亞運，他於拳擊項目的54公斤級小項初圈以14點之差不敵北韓對手而被淘汰出局。